# Krasnogwardiejskij (rejon artiomowski)
Krasnogwardiejskij (ros. Красногвардейский) – osiedle w Rosji, w obwodzie swierdłowskim, w rejonie artiomowskim. W 2010 liczyło 4369 mieszkańców.